# Дрейф генов
Дрейф ге́нов, или гене́тико-автомати́ческие проце́ссы, или эффект Райта (англ. Sewall Wright effect) — случайные изменения частот аллелей и генотипов, происходящие в небольшой полиморфной популяции при смене поколений. Такие случайные изменения приводят к двум характерным последствиям: сначала к флуктуациям частоты аллеля из поколения в поколение, а в конце концов к полному закреплению или элиминации данного аллеля. Влияние дрейфа генов на изменение частот аллелей в данной популяции зависит прежде всего от её размеров.
Первые работы по изучению случайных процессов в популяциях были проведены в начале 1930-х годов Сьюэлом Райтом в США, Роналдом Фишером в Англии, а также В. В. Лисовским, М. А. Кузнецовым, Н. П. Дубининым и Д. Д. Ромашовым в СССР. Понятие «дрейф генов» (англ. genetic drift) было введено в оборот Райтом (1931), а синонимичное понятие «генетико-автоматические процессы в популяциях» — Дубининым и Ромашовым (1932). Впоследствии в мировой литературе, в том числе и в русскоязычной, закрепился термин С. Райта. В 1942 году Дж. Хаксли в своей книге «Эволюция: современный синтез» предложил называть случайный дрейф генов «эффектом Сьюэла Райта».
В начале 20-го века велись активные дискуссии об относительной важности естественного отбора по сравнению с нейтральными процессами, включая генетический дрейф. Рональд Фишер, объяснивший естественный отбор с использованием менделевской генетики, придерживался мнения, что генетический дрейф играет в эволюции самую незначительную роль, и это оставалось доминирующим взглядом в течение нескольких десятилетий. В 1968 году популяционный генетик Мотоо Кимура возродил дебаты своей нейтральной теорией молекулярной эволюции, которая утверждает, что большинство случаев, когда генетические изменения распространяются по популяции (хотя не обязательно изменения в фенотипе), вызваны генетическим дрейфом, действующим на нейтральные мутации.

## Пояснение
Один из механизмов дрейфа генов заключается в следующем. В процессе размножения в популяции образуется большое число половых клеток — гамет. Большая часть этих гамет не формирует зигот. Тогда новое поколение в популяции формируется из выборки гамет, которым удалось образовать зиготы. При этом возможно смещение частот аллелей относительно предыдущего поколения.

### Дрейф генов на примере
Механизм дрейфа генов может быть продемонстрирован на небольшом примере. Представим очень большую колонию бактерий, находящуюся изолированно в капле раствора. Бактерии генетически идентичны за исключением одного гена с двумя аллелями A и B. Аллель A присутствует у одной половины бактерий, аллель B — у другой. Поэтому частота аллелей A и B равна 1/2. A и B — нейтральные аллели, они не влияют на выживаемость или размножение бактерий. Таким образом, все бактерии в колонии имеют одинаковые шансы на выживание и размножение.
Затем размер капли уменьшаем таким образом, чтобы питания хватало лишь для 4 бактерий. Все остальные умирают без размножения. Среди четырёх выживших возможно 16 комбинаций для аллелей A и B:
(A-A-A-A), (B-A-A-A), (A-B-A-A), (B-B-A-A), 
 (A-A-B-A), (B-A-B-A), (A-B-B-A), (B-B-B-A),
 (A-A-A-B), (B-A-A-B), (A-B-A-B), (B-B-A-B),
 (A-A-B-B), (B-A-B-B), (A-B-B-B), (B-B-B-B).
Вероятность каждой из комбинаций
{\displaystyle {\frac {1}{2}}\cdot {\frac {1}{2}}\cdot {\frac {1}{2}}\cdot {\frac {1}{2}}={\frac {1}{16}}:}
1/2 (вероятность аллеля A или B для каждой выжившей бактерии) возводится в 4 степень (общий размер результирующей популяции выживших бактерий).
Если сгруппировать варианты по числу аллелей, то получится следующая таблица:
| A | B | Количество вариантов | Вероятность |
| 4 | 0 | 1                    | 1/16        |
| 3 | 1 | 4                    | 4/16        |
| 2 | 2 | 6                    | 6/16        |
| 1 | 3 | 4                    | 4/16        |
| 0 | 4 | 1                    | 1/16        |

Как видно из таблицы, в шести вариантах из 16 в колонии будет одинаковое количество аллелей A и B. Вероятность такого события 6/16. Вероятность всех прочих вариантов, где количество аллелей A и B неодинаково несколько выше и составляет 10/16.
Дрейф генов происходит при изменении частот аллелей в популяции из-за случайных событий. В данном примере популяция бактерий сократилась до 4 выживших (эффект бутылочного горлышка). Сначала колония имела одинаковые частоты аллелей A и B, но шансы, что частоты изменятся (колония подвергнется дрейфу генов) выше, чем шансы на сохранение оригинальной частоты аллелей. Также существует высокая вероятность (2/16), что в результате дрейфа генов один аллель будет утрачен полностью.

## Математическая модель
Математические модели генетического дрейфа могут быть разработаны с использованием либо ветвящихся процессов, либо диффузионного уравнения, описывающего изменения частоты аллелей в идеализированной популяции.

### Модель Райта — Фишера
Рассмотрим ген с двумя аллелями, A или B. В диплоидных популяциях, состоящих из N особей, имеется 2N копий каждого гена. Особь может иметь две копии одного и того же аллеля или двух разных аллелей. Мы можем назвать частоту одного аллеля p и частоту другого q. Модель Райта–Фишера (названная в честь Сьюолла Райта и Рональда Фишера) предполагает, что поколения не совпадают (например, однолетние растения имеют ровно одно поколение в год) и что каждая копия гена, обнаруженная в новом поколении, образуется независимо и случайным образом из всех копий гена в старом поколении. Формула для расчета вероятности получения «k» копий аллеля с частотой «p» в последнем поколении
{\displaystyle {\frac {(2N)!}{k!(2N-k)!}}p^{k}q^{2N-k}}
где символ «!» означает факториальную функцию. Это выражение также может быть сформулировано с использованием биномиального коэффициента,
{\displaystyle {2N \choose k}p^{k}q^{2N-k}}

### Модель Морана
Модель Морана предполагает перекрывающиеся поколения. На каждом временном шаге выбирается один человек для воспроизведения, а один человек выбирается для смерти. Таким образом, на каждом временном шаге количество копий данного аллеля может увеличиваться на единицу, уменьшаться на единицу или может оставаться неизменным. Это означает, что стохастическая матрица является трехдиагональной, что означает, что математические решения легче для модели Морана, чем для модели Райта — Фишера. С другой стороны, компьютерное моделирование, как правило, легче выполнить с использованием модели Райта-Фишера, поскольку необходимо рассчитать меньшее количество временных шагов. В модели Морана для прохождения одного поколения требуется N временных шагов, где N — эффективный размер популяции. В модели Райта-Фишера требуется всего один.
На практике модели Морана и Райта-Фишера дают качественно сходные результаты, но генетический дрейф в модели Морана в два раза быстрее.

## Дрейф и фиксация
Закон Харди — Вайнберга гласит, что в достаточно больших популяциях частоты аллелей остаются постоянными от поколения к поколению, если только равновесие не нарушено миграцией, генетическими мутациями или отбором.
Однако в конечных популяциях новые аллели не получены в результате случайной выборки аллелей, переданной следующему поколению, но выборка может привести к исчезновению существующего аллеля. Поскольку случайная выборка может удалить, но не заменить аллель, и поскольку случайное снижение или увеличение частоты аллелей влияет на ожидаемое распределение аллелей для следующего поколения, генетический дрейф ведет популяцию к генетической однородности с течением времени. Когда аллель достигает частоты 1 (100 %), она считается «фиксированной» в популяции, а когда аллель достигает частоты 0 (0 %), она исчезает. Меньшие популяции достигают фиксации быстрее, тогда как в пределе бесконечной популяции фиксация не достигается. Как только аллель становится фиксированной, генетический дрейф останавливается, и частота аллеля не может измениться, если новый аллель не введен в популяцию посредством мутации или потока генов. Таким образом, даже несмотря на то, что генетический дрейф является случайным, бесцельным процессом, он устраняет генетические изменения во времени.

### Скорость изменения частоты аллелей из-за дрейфа

Десять симуляций случайного генетического дрейфа одного данного аллеля с исходным частотным распределением 0,5, измеренным в течение 50 поколений, повторенных в трех репродуктивно синхронных популяциях разных размеров. В этих моделях аллели дрейфуют к потере или фиксации (частота 0,0 или 1,0) только в самой маленькой популяции.

Предполагая, что генетический дрейф является единственной эволюционной силой, действующей на аллель, после t поколений во многих реплицируемых популяциях, начиная с частот аллелей p и q, дисперсия частоты аллелей между этими популяциями
{\displaystyle V_{t}\approx pq\left(1-\exp \left(-{\frac {t}{2N_{e}}}\right)\right)}

## Экспериментальное доказательство С. Райта
С. Райт экспериментально доказал, что в маленьких популяциях частота мутантного аллеля меняется быстро и случайным образом. Его опыт был прост: в пробирки с кормом он посадил по две самки и по два самца мух дрозофил, гетерозиготных по гену А (их генотип можно записать Аа). В этих искусственно созданных популяциях концентрация нормального (А) и мутационного (а) аллелей составила 50 %. Через несколько поколений оказалось, что в некоторых популяциях все особи стали гомозиготными по мутантному аллелю (а), в других популяциях он был вовсе утрачен, и, наконец, часть популяций содержала как нормальный, так и мутантный аллель. Важно подчеркнуть, что, несмотря на снижение жизнеспособности мутантных особей и, следовательно, вопреки естественному отбору, в некоторых популяциях мутантный аллель полностью вытеснил нормальный. Это и есть результат случайного процесса — дрейфа генов.

## Против естественного отбора
В природных популяциях генетический дрейф и естественный отбор не действуют изолированно, оба явления всегда играют роль, вместе с мутацией и миграцией. Нейтральная эволюция является продуктом как мутации, так и дрейфа, а не только дрейфа. Точно так же, даже когда отбор преодолевает генетический дрейф, он может действовать только на не нейтральные вариации.
В то время как естественный отбор имеет направление в сторону наследственных адаптаций к текущей среде, генетический дрейф не имеет направления и зависит только от математической случайности. В результате дрейф воздействует на частоты генотипов (числа особей с одинаковым набором ДНК) в популяции, независимо от их фенотипических признаков. В отличие от этого, отбор способствует распространению аллелей, фенотипические эффекты которых увеличивают выживаемость и / или плодовитость их носителей, снижает частоту аллелей, вызывающих неблагоприятные признаки, и игнорирует нейтральные.
Закон больших чисел предсказывает, что, когда абсолютное число копий аллеля мало (например, в маленьких популяциях), величина дрейфа на частотах аллеля на поколение больше. Величина дрейфа достаточно велика, чтобы подавить отбор при любой частоте аллеля, когда коэффициент отбора меньше 1, деленного на эффективный размер популяции. Поэтому считается, что не адаптивная эволюция, возникающая в результате мутации и генетического дрейфа, является последующим механизмом эволюционных изменений, главным образом в небольших изолированных популяциях. Математика генетического дрейфа зависит от эффективного размера популяции, но неясно, как это связано с фактическим числом особей в популяции. Генетическая связь с другими генами, которые находятся в процессе отбора, может уменьшить эффективный размер популяции, испытываемый нейтральным аллелем. При более высокой частоте рекомбинации уменьшается связь, и вместе с этим это локальное влияние на эффективный размер популяции. Этот эффект виден в молекулярных данных как корреляция между локальной скоростью рекомбинации и генетическим разнообразием и отрицательной корреляцией между плотностью и разнообразием генов в некодирующих областях ДНК. Стохастичность, связанная со связью с другими генами, находящимися в процессе отбора, не является той же ошибкой, что и выборка, и иногда её называют генетической тягой, чтобы отличить её от генетического автостопа.
Когда частота аллелей очень мала, дрейф также может усиливать отбор даже в больших популяциях. Например, в то время как неблагоприятные мутации обычно быстро устраняются в больших популяциях, новые полезные мутации почти так же уязвимы для потери из-за генетического дрейфа, как и нейтральные мутации. Только когда частота аллеля для преимущественной мутации достигнет определённого порога, генетический дрейф не будет иметь никакого эффекта.

## Эффект бутылочного горлышка

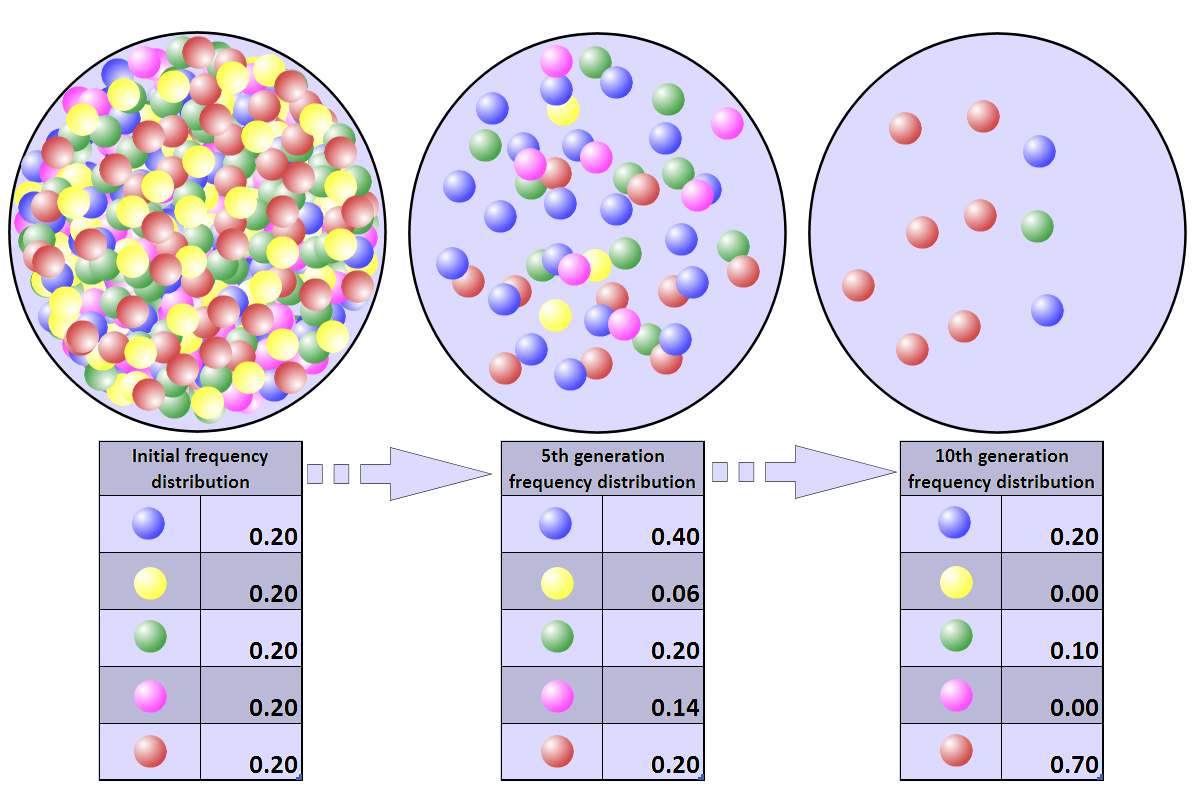
Изменения частоты аллелей в популяции после Эффекта бутылочного горлышка: быстрое и радикальное уменьшение численности популяции уменьшило наследственную изменчивость популяции.

Эффект бутылочного горлышка или «эффект основателя» — сокращение генофонда (то есть генетического разнообразия) популяции вследствие прохождения периода, во время которого по различным причинам происходит критическое уменьшение её численности, в дальнейшем восстановленное. В истинном бутылочном горлышке в популяции шансы на выживание любого организма являются чисто случайными и не улучшаются никаким конкретным врожденным генетическим преимуществом. Эффект может привести к радикальным изменениям частоты аллелей, совершенно не зависящим от отбора.
Генетическая вариативность популяции может быть значительно уменьшена эффектом бутылочного горлышка, и даже полезные приспособления могут быть навсегда устранены.